# バーガント反英雄譚
『バーガント反英雄譚』（バーガントはんえいゆうたん）は著者・八街歩のイラスト・珈琲猫による日本のライトノベル。富士見ファンタジア文庫（富士見書房→KADOKAWA）より2013年4月から2015年9月まで刊行された。

## 登場人物
シュナブラン・ノーブ・ハーベスト（シュン）
主人公。
ソフィー・ア・ブラン・シルバー
シュンの義妹。
リュリシア・ルショット・シャンベル
王女。
ティン
シュンの義妹。
クロロ
シュンの義妹。
アリア
シュンの義姉。

## 既刊一覧
- 八街歩（著）・珈琲猫（イラスト）、富士見書房→KADOKAWA〈富士見ファンタジア文庫〉、全9巻
  - 『バーガント反英雄譚1 騎士の国の最弱英雄』、2013年4月20日発売[1]、ISBN 978-4-8291-3885-4
  - 『バーガント反英雄譚2 泣けない皇帝と剣聖少女』、2013年5月18日発売[2]、ISBN 978-4-04-071011-2
  - 『バーガント反英雄譚3 揺れる王都の騎士姫君』、2013年9月20日発売[3]、ISBN 978-4-04-071042-6
  - 『バーガント反英雄譚4 始まる戦争と終末姉妹』、2014年1月18日発売[4]、ISBN 978-4-04-070013-7
  - 『バーガント反英雄譚5 旅立つ英雄と救済聖女』、2014年5月20日発売[5]、ISBN 978-4-04-070119-6
  - 『バーガント反英雄譚6 歪んだ神話と叛逆聖女』、2014年9月20日発売[6]、ISBN 978-4-04-070142-4
  - 『バーガント反英雄譚7 継がれし王家と魔王再誕』、2015年1月20日発売[7]、ISBN 978-4-04-070469-2
  - 『バーガント反英雄譚8 曝かれた伝説と最弱英雄（上）』、2015年5月20日発売[8]、ISBN 978-4-04-070468-5
  - 『バーガント反英雄譚9 曝かれた伝説と最弱英雄（下）』、2015年9月19日発売[9]、ISBN 978-4-04-070610-8